# Biserica de lemn din Mirosloveni, Gorj

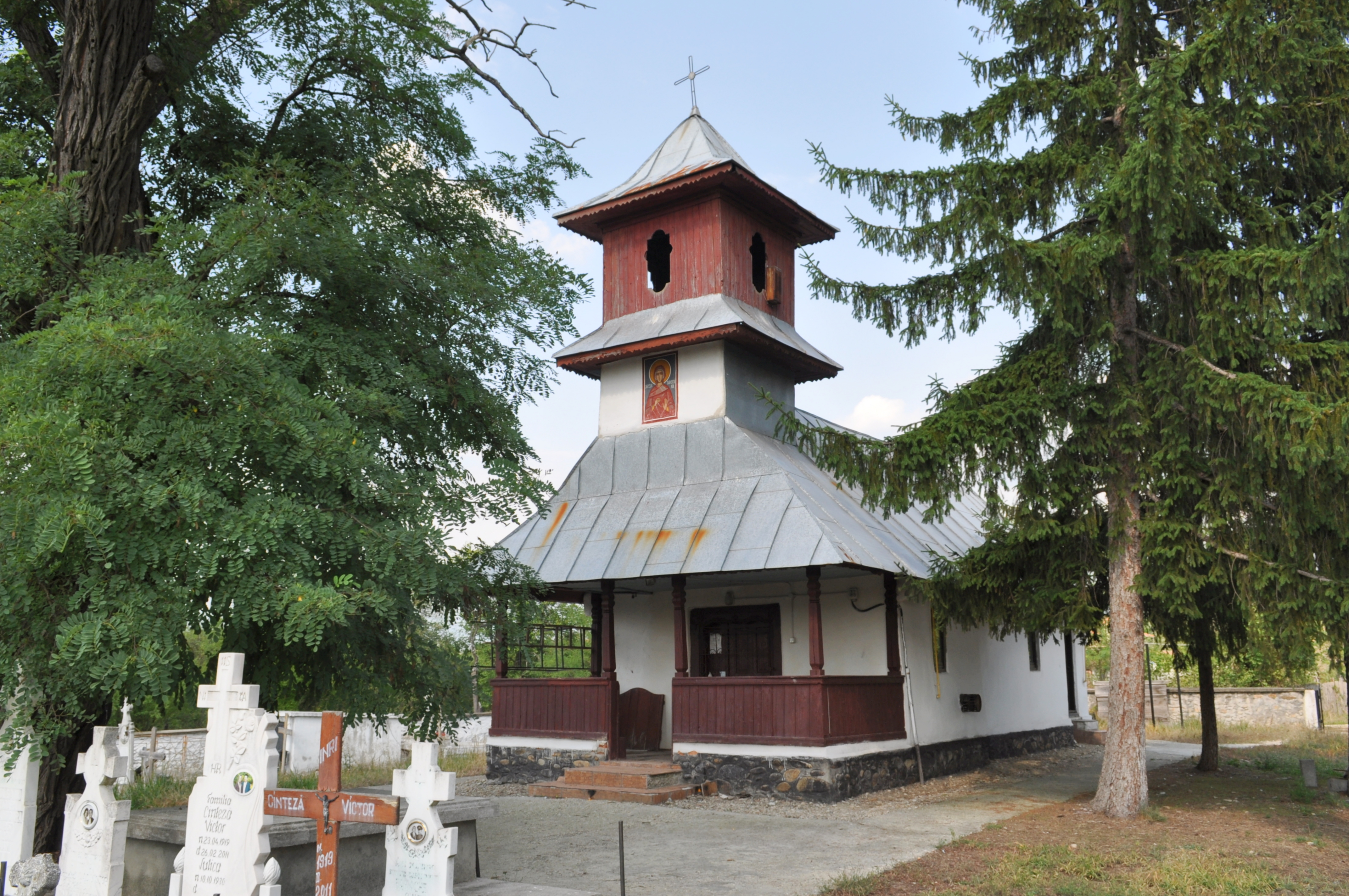
Biserica de lemn „Cuvioasa Paraschiva” din Mirosloveni, comuna Albeni, județul Gorj, foto: august 2015.

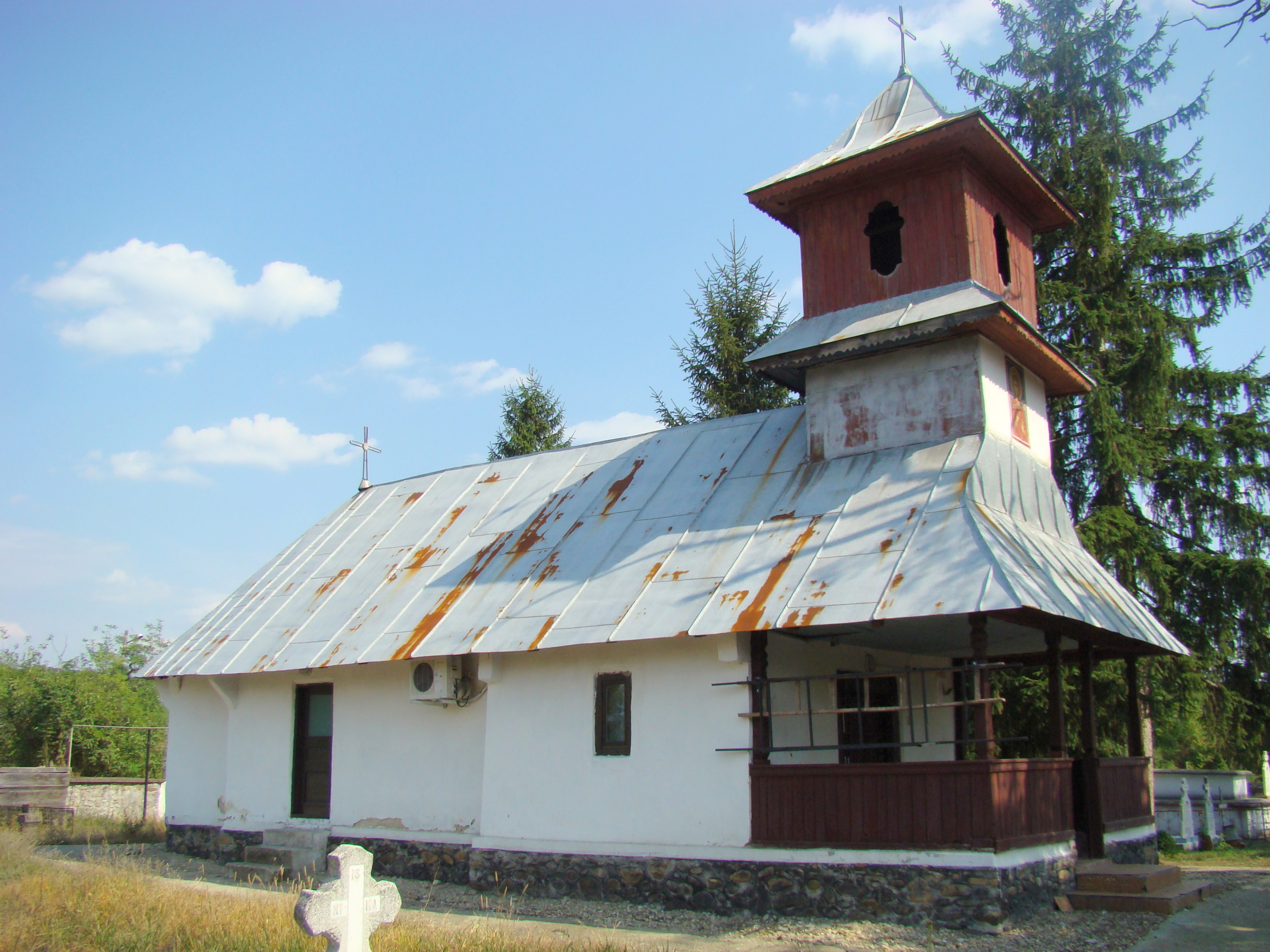
Biserica (nord-vest)

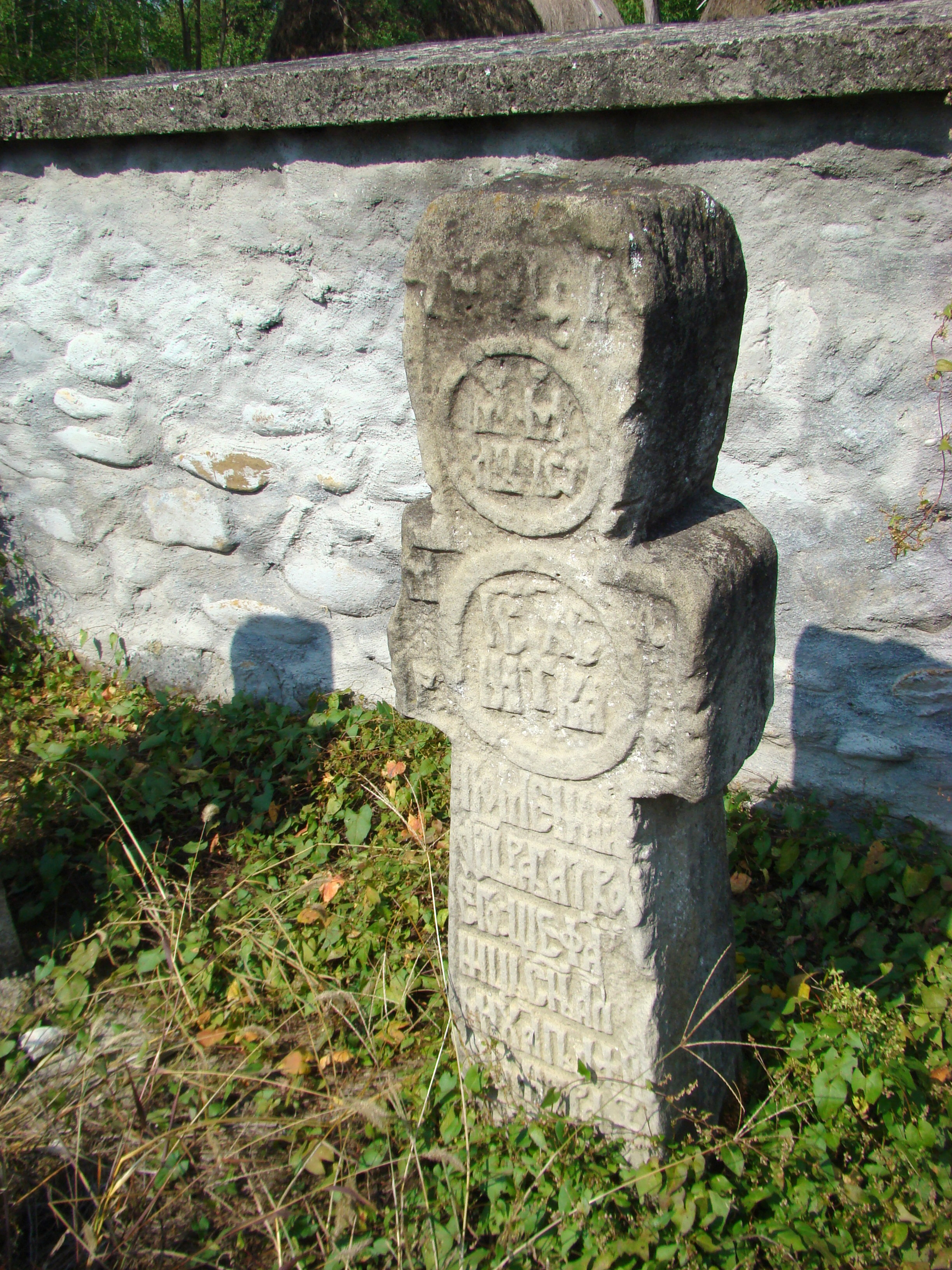
Cruce veche de piatră

Biserica de lemn din Mirosloveni, comuna Albeni, județul Gorj, datează din anul 1812 . Are hramurile „Cuvioasa Paraschiva” și „Intrarea în Biserică a Maicii Domnului” . Biserica se află pe noua listă a monumentelor istorice sub codul LMI:  GJ-II-m-B-09330.

## Istoric și trăsături
Biserica se află la capătul dinspre Bengești al satului, în lunca| Gilortului. Înfățișarea actuală a bisericii este rezultatul lucrărilor ample de renovare din anul 1950: pereți tencuiți, soclu de piatră sub temelie, o prispă cu clopotniță deasupra (ce a înlocuit probabil prispa de la 1812, cu elemente sculptate). 
Acoperirea interioară, refăcută din scânduri, a respectat sistemul originar, cu o Boltă (arhitectură)boltă unică, în leagăn, peste navă, și intersecția de fâșii curbe peste altar.
Pereții înscriu un tip de plan dreptunghiular și un altar retras, poligonal, cu cinci laturi, cu particularitatea pronaosului dreptunghiular, lărgit față de naos. Această trăsătură rară o aseamănă cu ctitoria Mitropolitului Ștefan de la Grămești (Vâlcea).
Valorosul ancadrament, cu pragul de sus în acoladă, marcată de o cruce, are deasupra o inscripție, reliefată cu litere în grosimea lemnului, care consemnează că: „S-au prefăcut de dumnealui biv vel paharnic Gheorghe Bengescu această sfântă biserică la leat 1812 iunie 15”. Însă prin dimensiunile mici, forma de plan, peretele plin între naos și pronaos (ulterior modificat, rămânând doar fragmente), dibăcia îmbinărilor, vârsta bisericii poate fi coborâtă până în veacul al XVII-lea.
Patrimoniul pictat cuprinde un număr mare de icoane, aflate peste tot în altar, naos și pronaos. Atrage atenția o icoană de hram, „O videnia bogorodiți”, ce provine dintr-o tâmplă mai veche, de la limita secolelor XVII-XVIII, care a fost înlocuită de tâmpla actuală pe la mijlocul secolului al XIX-lea. Remarcabilă este și icoana Sfântului Nicolae, de pură factură brâncovenească, aflată acum în colecția muzeală de la Mănăstirea Polovragi.
Se remarcă de asemenea ușile împărătești, cu Buna Vestire în decor arhitectural și busturile regilor David și Solomon, mai vechi de 1812, asemănătoare prin iconografie cu cele realizate de Nicola zugrav la Tupșa.

## Imagini din exterior

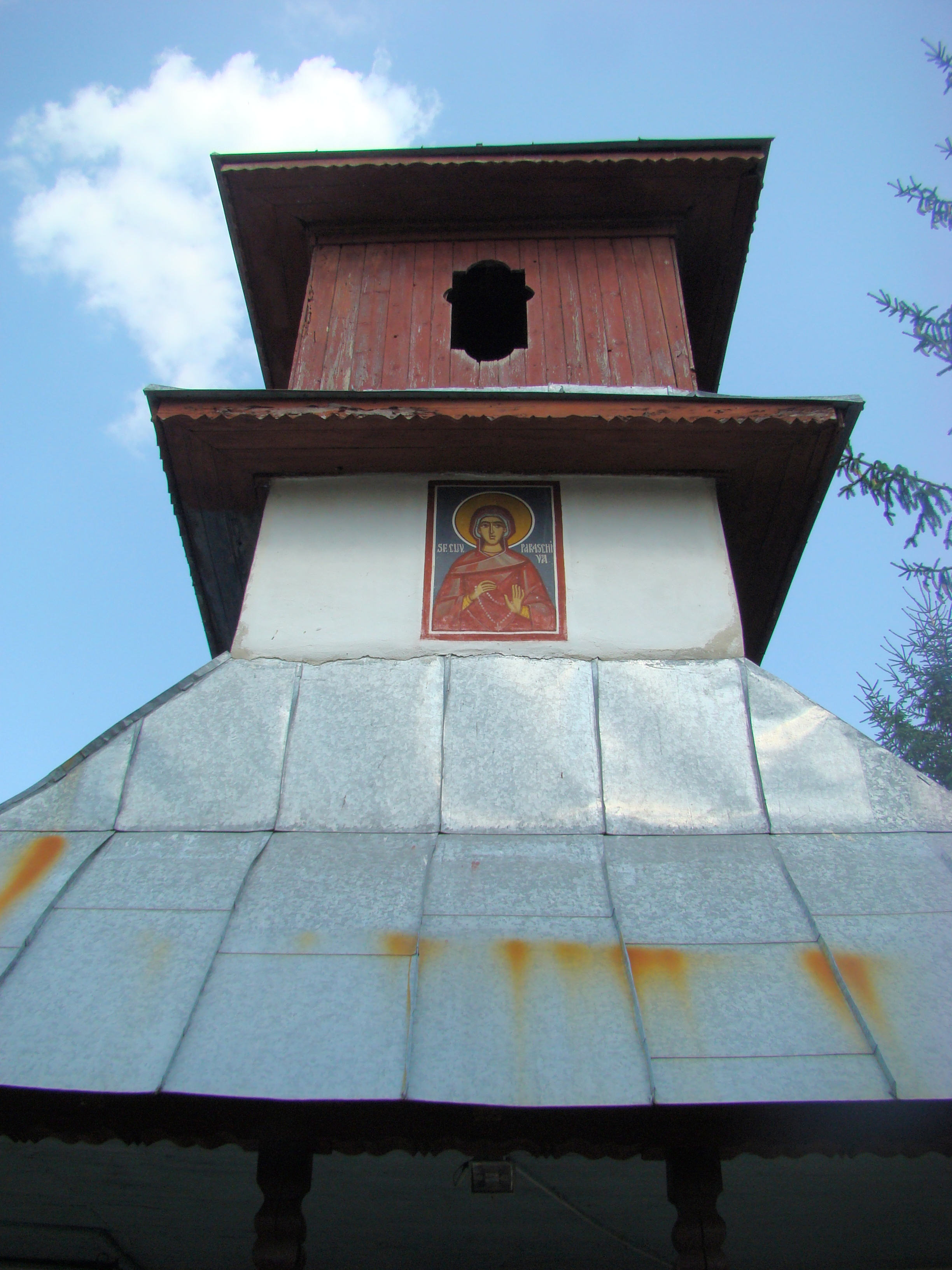
Clopotnița peste prispă
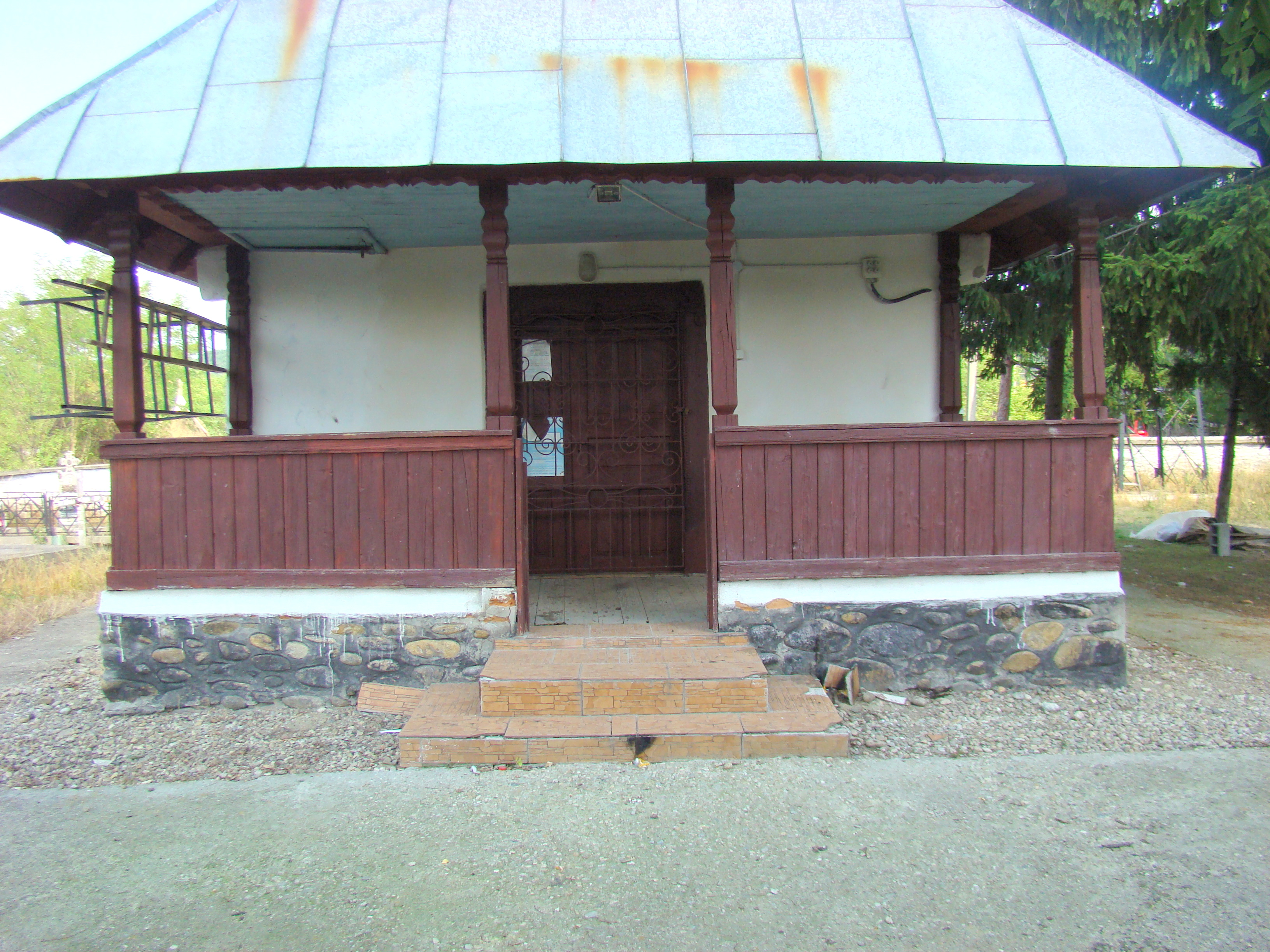
Prispa
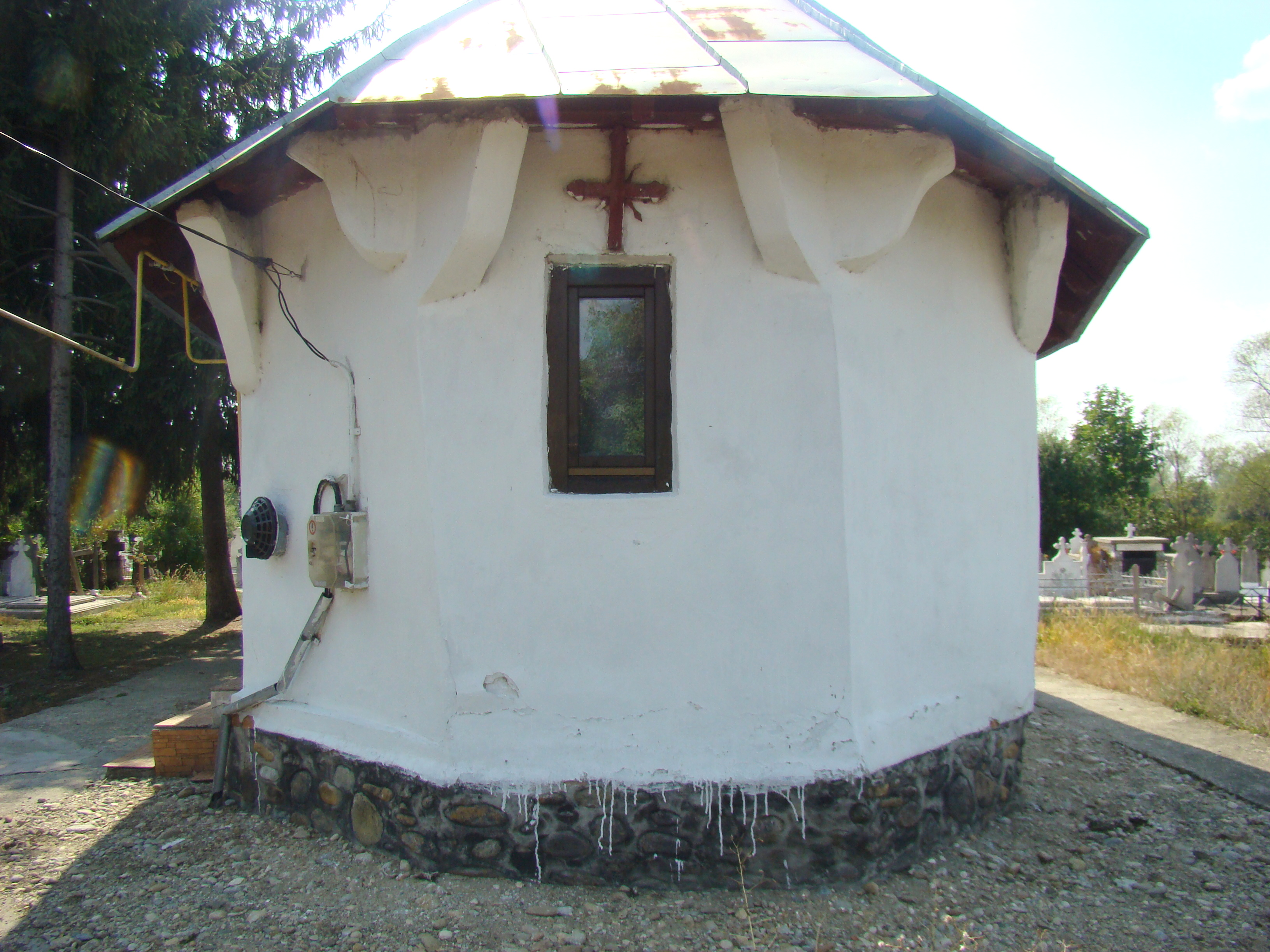
Absida altarului
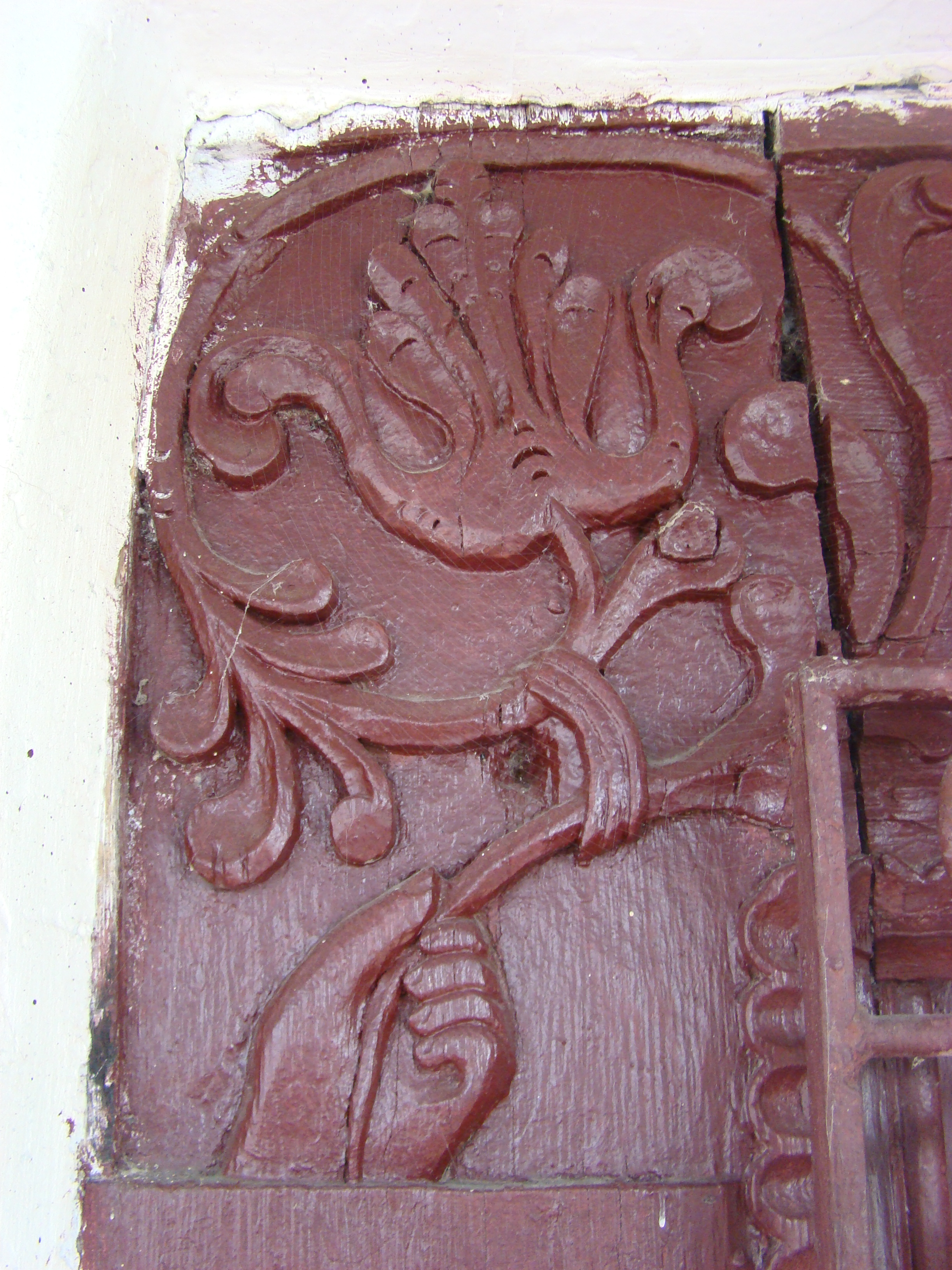
Portalul exterior (detaliu)
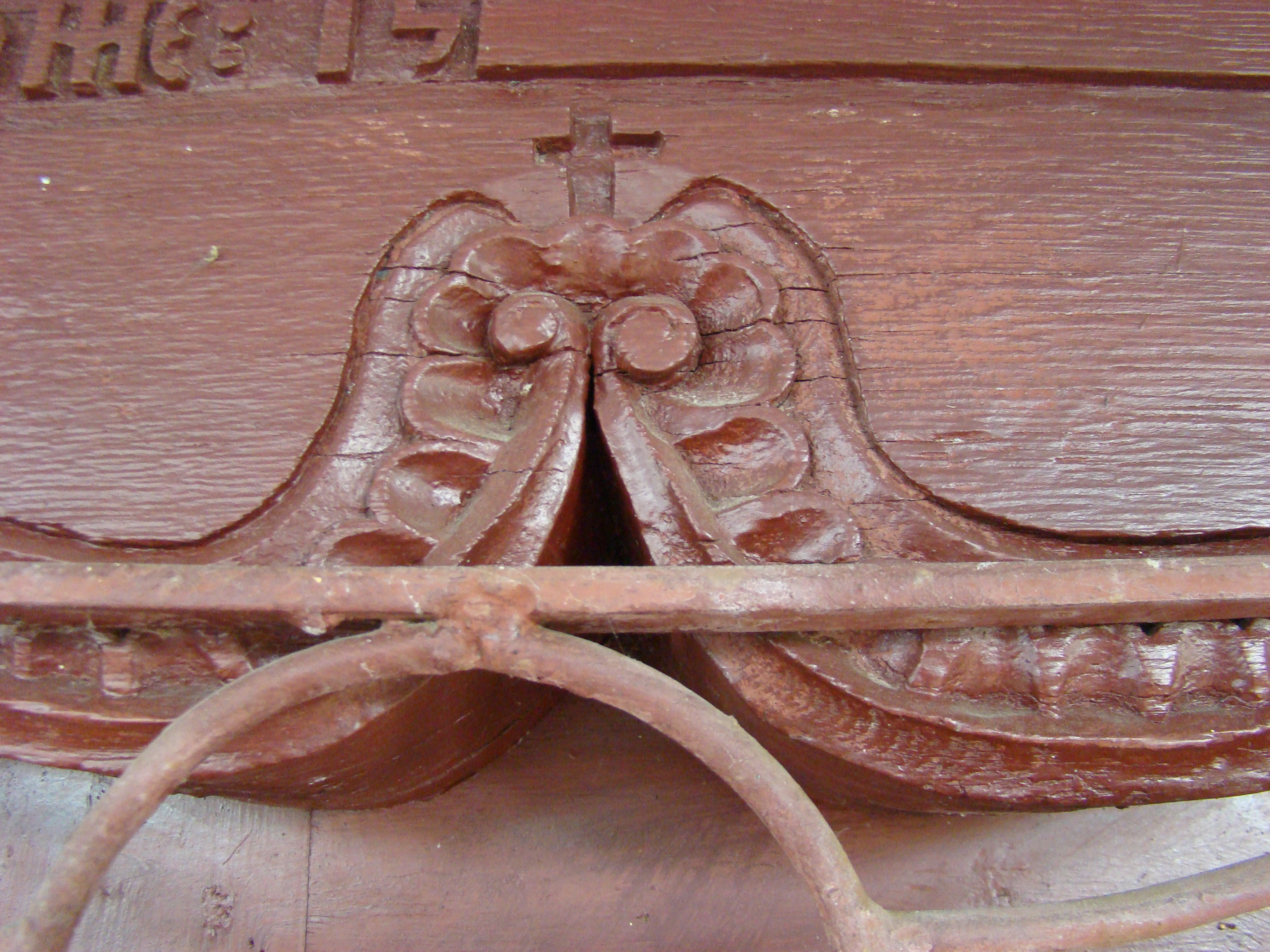
Decor în acoladă la portal
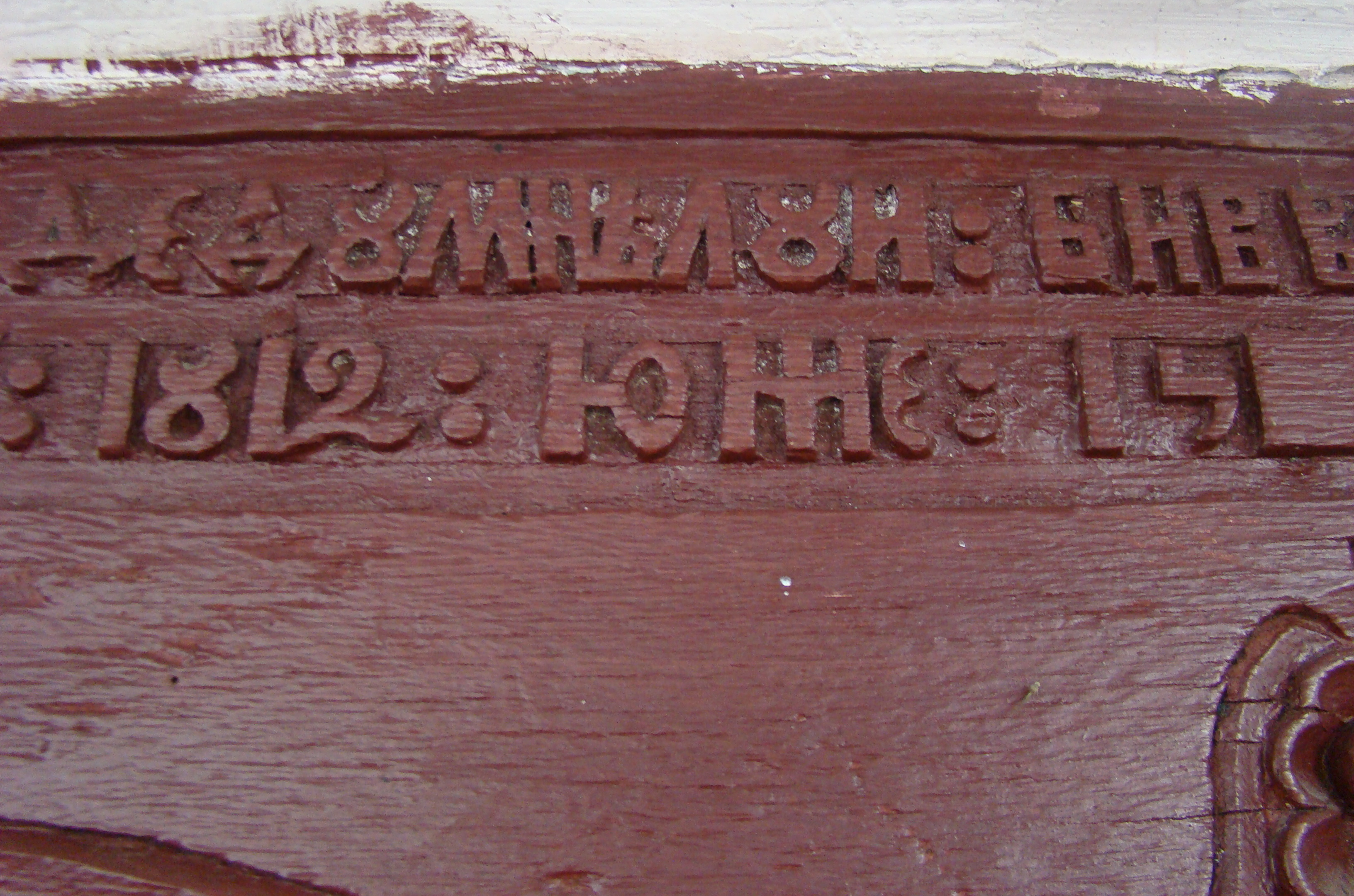
Anul construcţiei inscripţionat pe ancadramentul uşii de la intrare
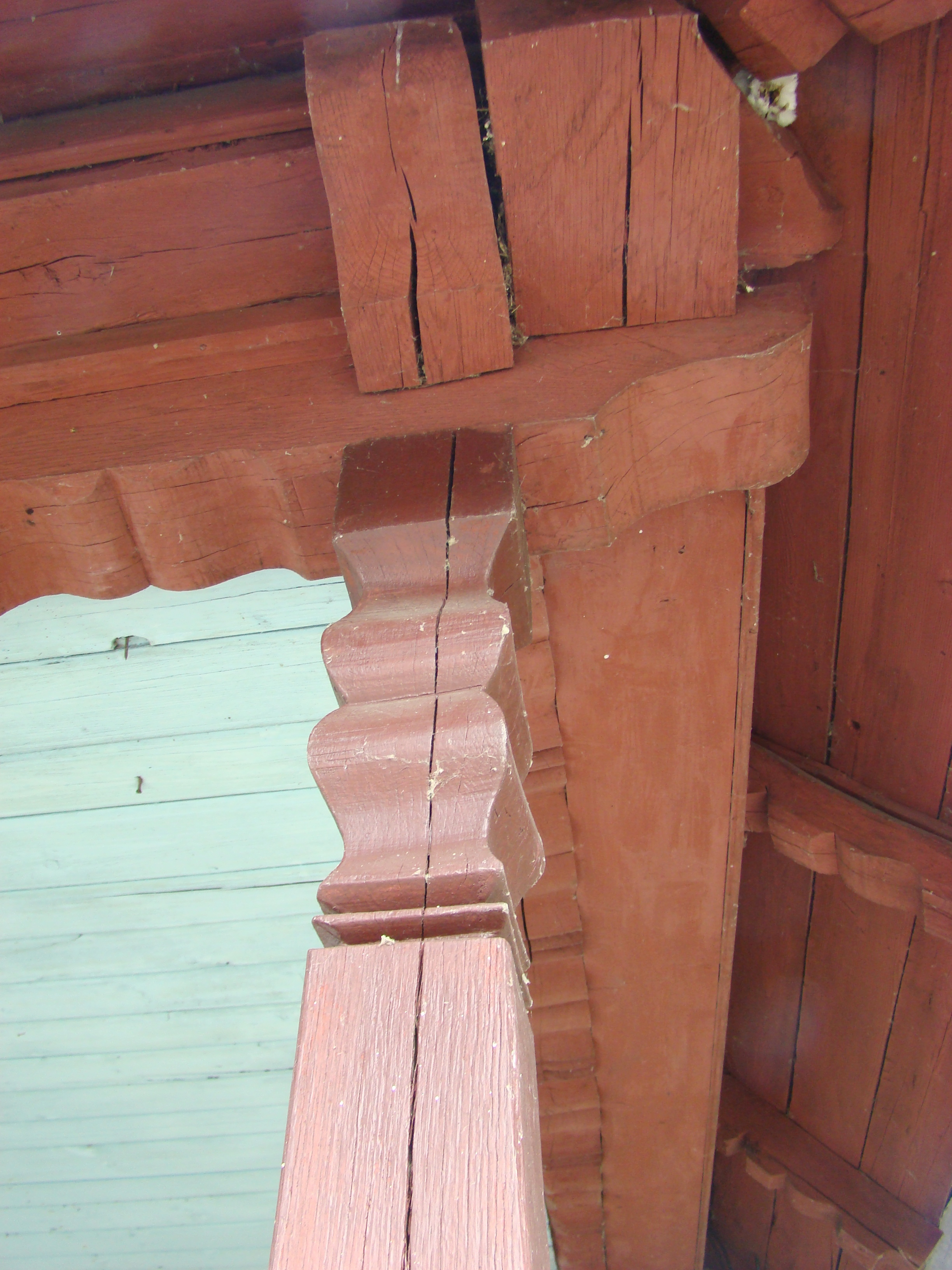
Stâlp şi console la pridvor
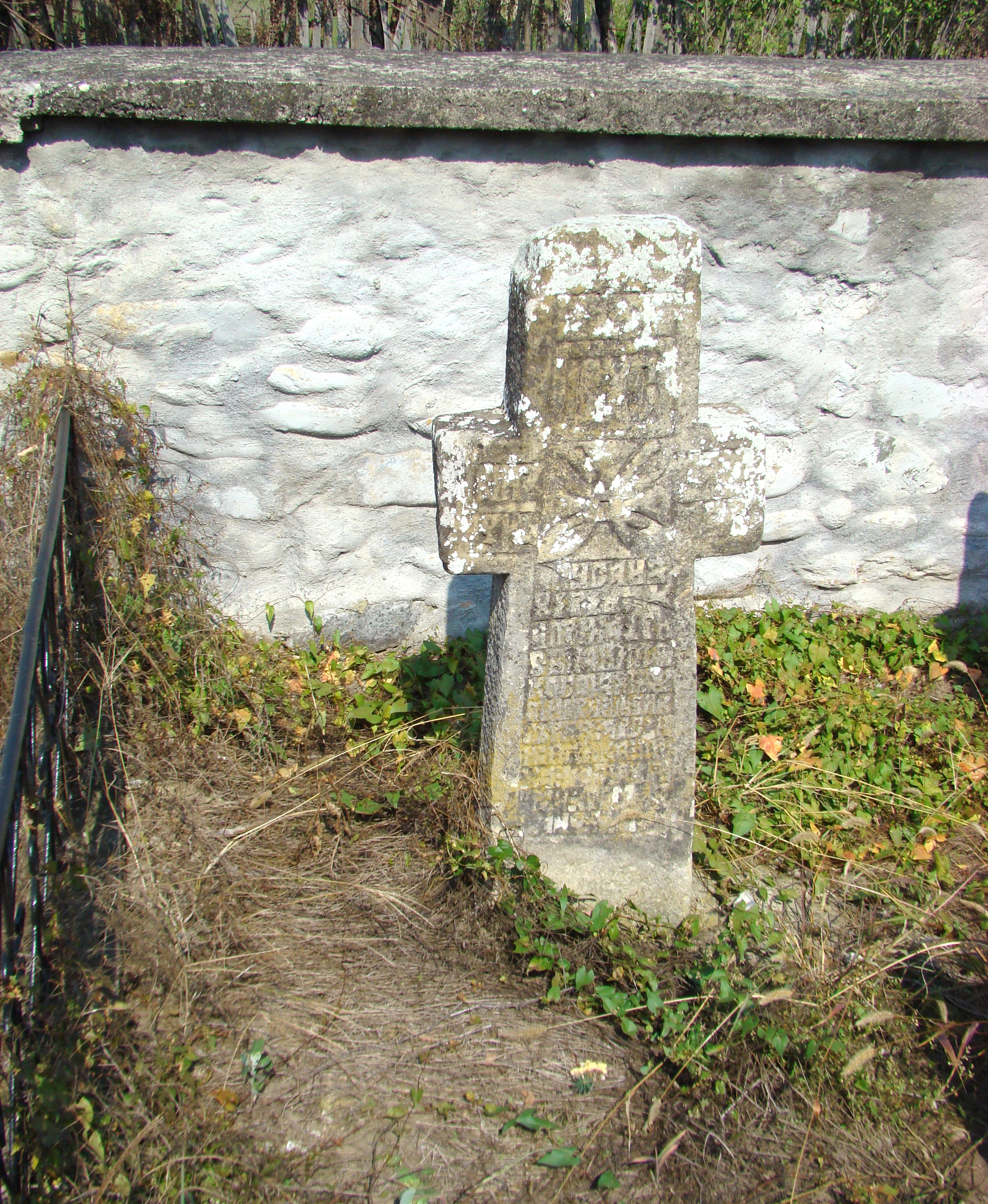
Cruce veche de piatră
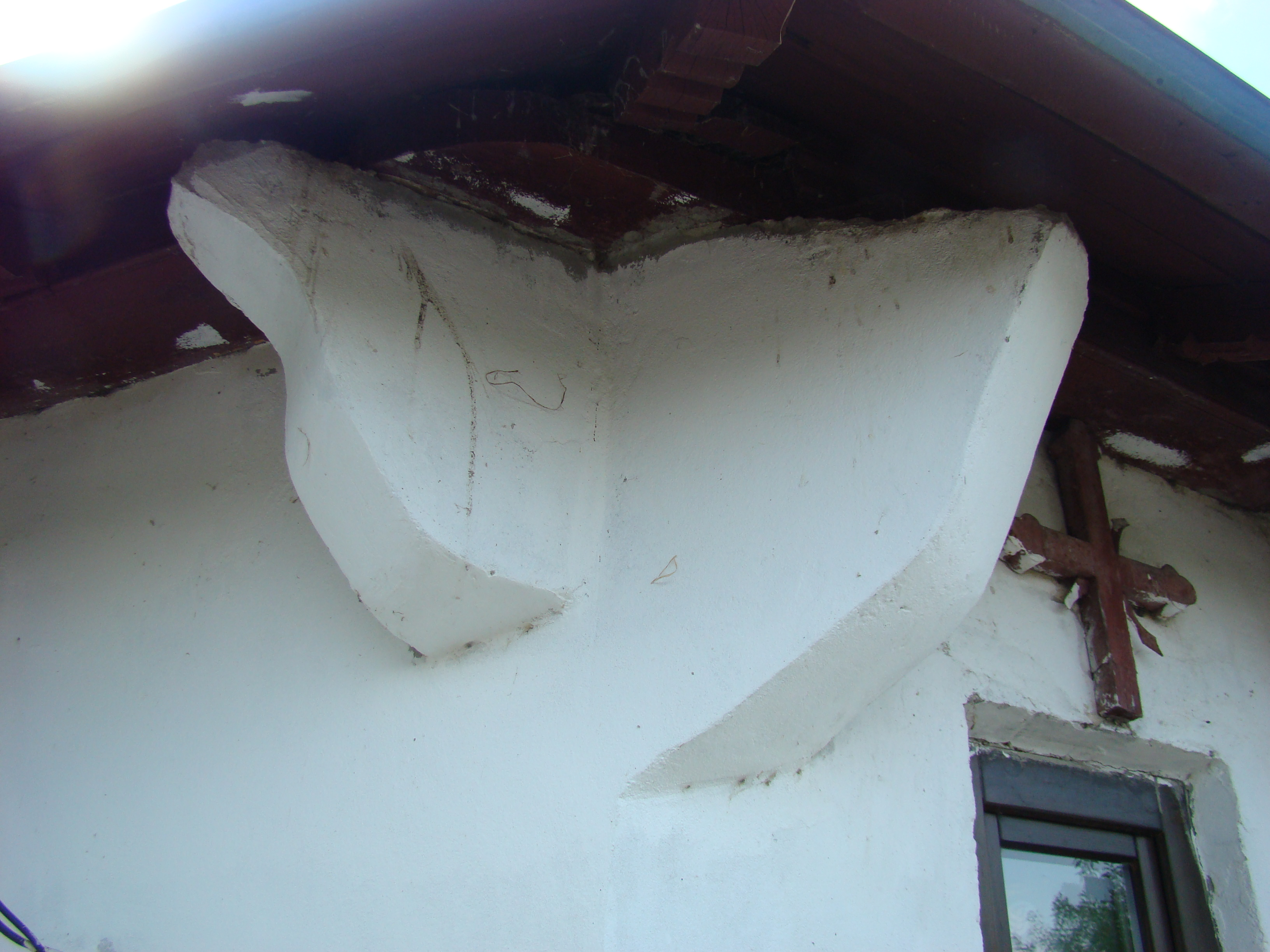
Console
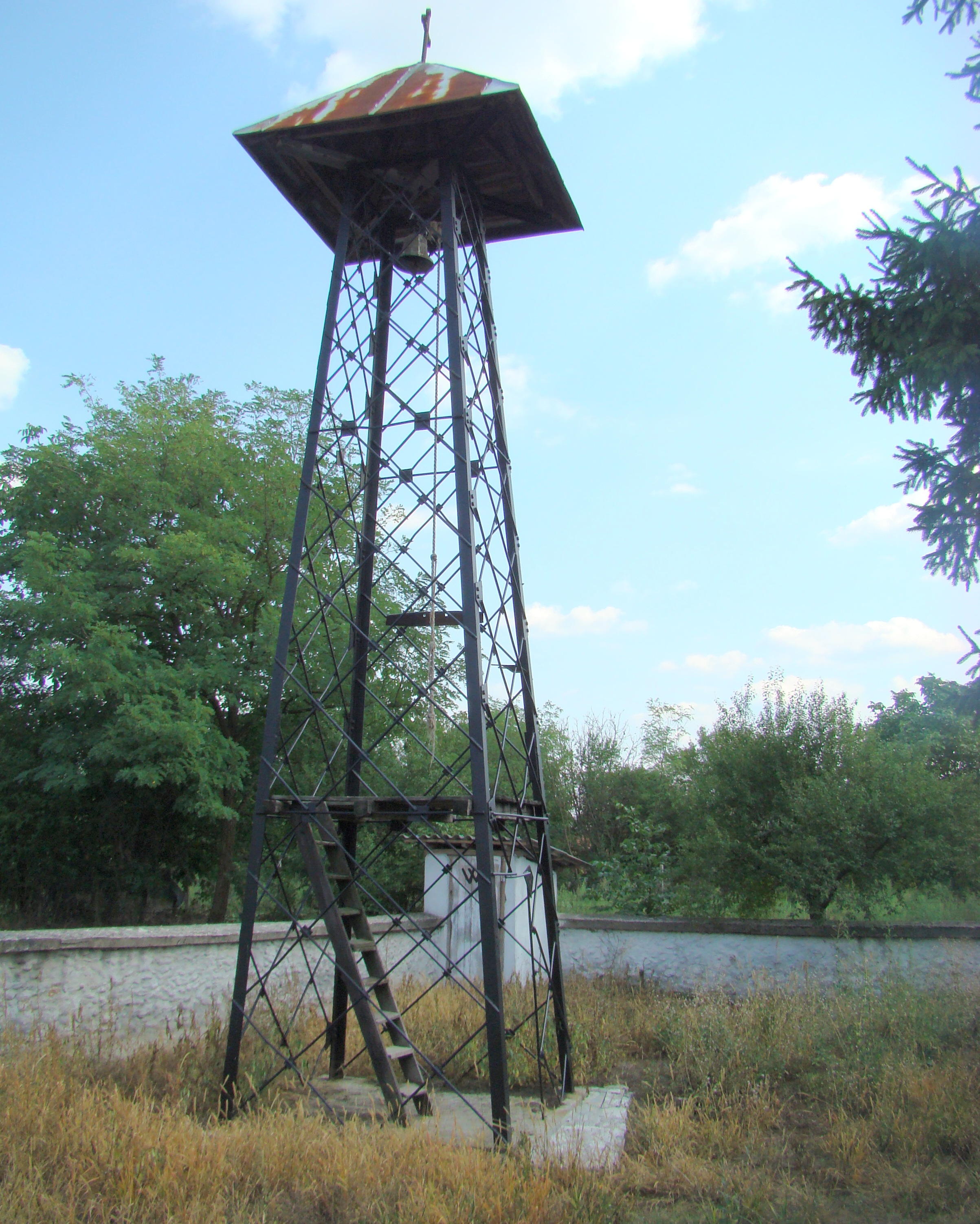
Clopotnița exterioară
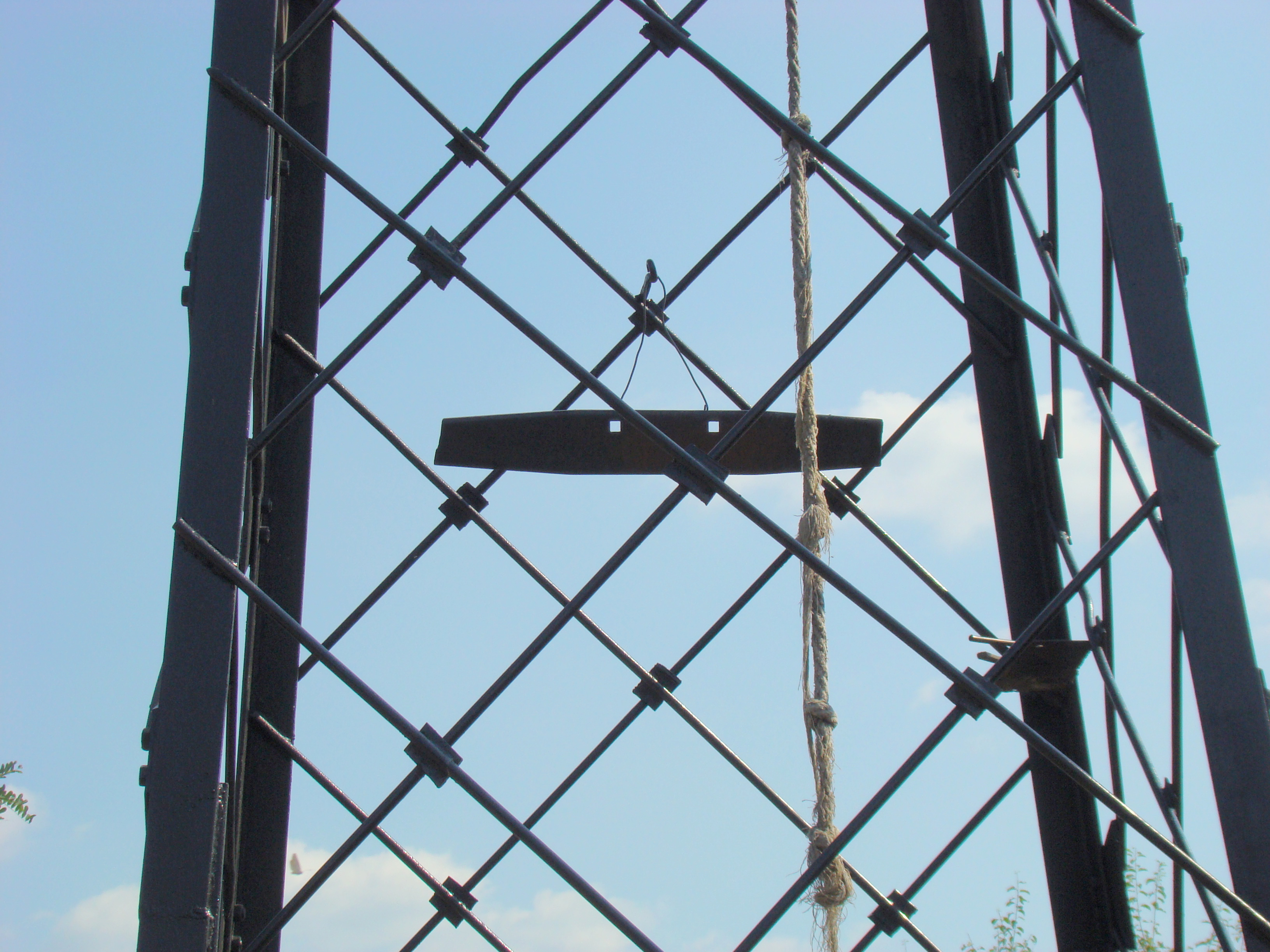
Toaca